# Meurtres à la St-Valentin (film, 2009)
Pour les articles homonymes, voir Meurtres à la St-Valentin (film, 1981).
Pour plus de détails, voir Fiche technique et Distribution.
Meurtres à la St-Valentin (My Bloody Valentine), est un film d'horreur américain, remake de Meurtres à la St-Valentin de 1981. Le film est réalisé par Patrick Lussier avec Jensen Ackles et Jaime King, sorti en 2009.

## Synopsis
Dix ans après le terrible massacre perpétré par Harry Warden, survenu le jour de la Saint-Valentin, Tom Hanniger revient dans la petite ville d'Harmony pour vendre la mine de son père, décédé il y a peu. Son cauchemar recommence lorsque de nouvelles victimes sont découvertes, tuées à coups de pioche, comme le faisait Harry Warden, ancien mineur. Mais Harry est mort, ou du moins censé l'être. Au lieu de fuir comme il y a dix ans, Tom est bien décidé cette fois à faire face et à découvrir qui tue des innocents en employant les mêmes méthodes qu'Harry.

## Fiche technique
- Titre : Meurtres à la St-Valentin
- Titre original : My Bloody Valentine
- Réalisation : Patrick Lussier
- Scénario : Todd Farmer et Zane Smith
- Directeur artistique : Zack Grobler
- Décors : Maurin L. Scarlata
- Costume : Leeann Radeka
- Photo : Brian Pearson
- Montage : Patrick Lussier et Cynthia Ludwig
- Musique : Michael Wandmacher
- Producteur : Jack L. Murray
- Société de production : Lionsgate
- Distribution : Metropolitan Filmexport
- Budget : 15 000 000 $
- Pays d'origine : États-Unis
- Langue : Américain
- Format : 35 mm
- Genre : Horreur
- Durée : 101 minutes
- Date de sortie :
  -  États-Unis : 16 janvier 2009
  -  France : 29 avril 2009
- Interdit aux moins de 12 ans lors de sa sortie en France.

## Distribution
- Jensen Ackles (VF : Fabrice Josso et VQ : Pierre Auger) : Tom Hanniger
- Jaime King (VF : Laura Préjean et VQ : Manon Arsenault) : Sarah Palmer
- Kerr Smith  (VF : Hervé Rey et VQ : Antoine Durand) : Axel Palmer
- Betsy Rue (VF : Juliette Degenne et VQ : Geneviève Désilets) : Irène
- Edi Gathegi (VF : Frantz Confiac et VQ : Hugolin Chevrette) : Le député Martin
- Tom Atkins (VF : Richard Leblond et VQ : Yves Massicotte) : Jim Burke
- Kevin Tighe (VF : Jean-Jacques Moreau et VQ : Aubert Pallascio) : Ben Foley
- Megan Boone (VF : Karine Texier et VQ : Marie-Lyse Laberge-Forest) : Megan
- Karen Baum : La députée Ferris
- Joy de la Paz : Rosa
- Marc Macaulay (en) (VQ : Jacques Brouillet) : Riggs
- Todd Farmer : Frank le routier
- Jeff Hochendoner : Red
- Bingo O'Malley : Officier Hinch
- Liam Rhodes : Michael
- Michael Roberts McKee : Jason
- Andrew Larson : Noah Palmer
- Jarrod DiGiorgi : Doc Miller
- Selene Luna : Selene
- Cherie McClain : Commentatrice
- Rich Walters : Harry Warden / Le mineur
- David Whalen : Barman 2008
- Denise Dal Vera : Infirmière
- Sam Nicotero : Barman 1998
- Tim Hartman : Eli Hanniger
- Ruth Flaherty : Thelma
- Annie Kitral : Réceptionniste
- Jerry Johnston : Verne
- Rita Gregory : Docteur
- Brandi Engel : Adolescente
- Mightie Louis Greenberg : Louis
- Chris Carnel : Le mineur
- William Kania : Shérif Murdock

 Source et légende : version française (VF) sur RS Doublage

## Box office
Meurtres à la St-Valentin rencontre un succès commercial lors de sa sortie en salles, rapportant 102 836 002 de recettes mondiales, dont 51 545 952 $, soit 7 179 000 entrées, rien qu'aux États-Unis. En France, le film passe inaperçu avec 153 365 entrées.

## Autour du film
C'est ce film qui a révélé l'actrice Betsy Rue au grand public. Quant à l'actrice Megan Boone, révélée par la série The Blacklist, elle faisait ses premiers pas au cinéma.

## DVD / Blu-ray
Le film a fait l'objet de quatre éditions en France :
- Meurtres à la St-Valentin (DVD-9 Keep Case) sorti le 10 novembre 2009 édité par Metropolitan Vidéo et distribué par Seven7. Le ratio écran est en 1.85:1 panoramique 16:9. L'audio est en Français et Anglais 5.1 EX Dolby Digital avec sous-titres en français. En suppléments les bandes annonces en VF et VOST. Il s'agit d'une édition Zone 2 Pal[5].
- Meurtres à la St-Valentin : édition collector - Version 3D (2 DVD-9 Keep Case dans un fourreau lenticulaire avec effet relief ainsi que des lunettes 3D incluses) sorti le 10 novembre 2009 édité par Metropolitan Vidép et distribué par Seven7. Le ratio écran est en 1.85:1 panoramique 16:9. L'audio est en Français et Anglais 5.1 EX Dolby Digital avec sous-titres français. Le premier disque est identique à l'édition simple et le second présente le film en 3D avec des bonus supplémentaires : Commentaire audio, featurette de 7 min en VOST "Au cœur de Meurtre à la St-Valentin", featurette de 6 min en VOST "Du sexe, du sang et des cris", 19 min de scènes coupées en VOST, bêtisier de 2 min en VOST, la surprise de 1 min en VOST. Il s'agit d'une édition Zone 2 Pal[6].
- Meurtres à la St-Valentin : Version 3D Blu-ray (1 BD-50 Blu-ray ainsi que des lunettes 3D incluses) sorti le 10 novembre 2009 édité par Metropolitan Vidép et distribué par Seven7. Le ratio écran est en 1.85:1 1080p panoramique 16:9 natif. L'audio est en Français et Anglais 5.1 DTS HD avec sous-titres français. Le film en disponible en 2D et 3D passive avec les bonus de l'édition collector. Il s'agit d'une édition Région B[7].
- Meurtres à la St-Valentin : Version Blu-ray 3D (1 BD-50 Blu-ray 3D compatible 2D) sorti le 10 février 2012 édité par Metropolitan Vidép et distribué par Seven7. Le ratio écran est en 1.85:1 1080p panoramique 16:9 natif. L'audio est en Français et Anglais 5.1 DTS HD avec sous-titres français. Le film en disponible en 2D et 3D active avec les bonus de l'édition collector. Il s'agit d'une édition Région B[8].